# السنباط
قرية السنباط هي إحدى القرى التابعة لمركز الفيوم في محافظة الفيوم في جمهورية مصر العربية. حسب إحصاءات سنة 2006، بلغ إجمالي السكان في السنباط 11559 نسمة، منهم 6092 رجل و5467 امرأة.